# Martin von Känel
Martin von Känel, né le 20 octobre 1967 à Schlechtenboden dans la commune de Reichenbach im Kandertal, est un coureur de fond suisse spécialisé en course militaire et en course en montagne. Il est quintuple champion suisse de course militaire et champion suisse de course en montagne 1997.

## Biographie
Originaire du Scharnachtal dans l'Oberland bernois, Martin passe sa jeunesse dans les montagnes avec ses parents guides de montagne et alpinistes. Martin préfère les activités plus sportives. Son travail de facteur lui laissant du temps libre durant les après-midi, Martin se met au football et joue notamment dans les clubs régionaux FC Frutigen et FC Reichenbach. Un collègue lui fait découvrir la course militaire et sa première participation n'est pas encourageante avec une 300e place à l'arrivée. Martin ne se décourage pas et contacte l'ancien spécialiste de la discipline, Willy Aegerter, afin de l'entraîner. Sa passion pour la montagne le pousse également à s'essayer à la discipline de course en montagne où il démontre de bons résultats.
Grâce à son entraînement spécifique, Martin parvient à s'imposer pour la première fois sur une course militaire en 1991 à Altdorf. Il enchaîne les podiums et termine troisième du classement des championnats suisses de la discipline. Il poursuit sur sa lancée en 1992 et se retrouve à la lutte au titre avec Christian Jost. Le titre se jouant sur la finale à la célèbre Frauenfelder Militärwettmarsch, Martin s'incline derrière ce dernier.
Martin connaît une excellente saison 1993. Le 4 juillet, il prend part à la Course du glacier à Aletsch où il domine la course, s'imposant avec plus d'une minute d'avance sur son plus proche poursuivant Mohamed Boudifa. Il aligne les victoires en course militaire et s'empare du titre avant la finale, en décrochant la deuxième place lors de la course militaire de Thoune.
Le 19 novembre, Martin s'élance en grand favori sur la Frauenfelder Militärwettmarsch. Menant la course en imposant son rythme soutenu et distance son plus proche poursuivant Fritz Dürst au kilomètre 28. Martin s'impose en solitaire en 2 h 37 min 37 s.
Martin conclut sa saison 1996 avec une deuxième place à Frauenfeld et décroche son quatrième titre d'affilée.
Il décide de délaisser la course militaire en 1997 pour se consacrer à la course en montagne et au marathon avec l'espoir de participer aux Jeux olympiques d'été de 2000 à Sydney. Le 1er juin, il effectue une excellente course lors des championnats de Suisse de course en montagne à Seelisberg. Terminant deuxième à dix-sept secondes derrière le Britannique champion suisse montagne Richard Findlow, il décroche le titre. Le 10 août, il effectue une solide course à Sierre-Zinal. Tandis que le Tchèque Martin Horáček file vers la victoire, Martin récupère la deuxième place après la défaillance de Haile Koricho. Il voit cependant un autre Éthiopien, Tesfaye Eticha, le doubler lors d'une impressionnante remontée. Martin s'assure de la troisième marche du podium.
Le 4 juillet 1999, il prouve son affinité pour la course du glacier en remportant sa quatrième victoire. Abandonnant ses rêves olympiques, Martin fait son retour à la course militaire avec succès en s'imposant à Reinach devant le dominateur de la saison, Jörg Hafner.
En mars 2004, Martin s'essaie au triathlon d'hiver. Prenant part aux championnats du monde à Wildhaus aux côtés de l'équipe nationale, il se classe quinzième de l'épreuve individuelle, puis effectue un solide premier relais. Il remporte la médaille de bronze sur cette épreuve avec Beat Brunner et Othmar Brügger. Il connaît une excellente saison en course militaire et remporte son cinquième titre, huit ans après le précédent. Il a remporté 49 victoires dans sa carrière depuis 1991.
Il devient par la suite entraîneur et prend sous son aile Jonathan Schmid, le champion suisse de course en montagne 2017.

## Palmarès en athlétisme

### Route
| Année | Compétition                    | Lieu        | Place | Épreuve          | Temps           |
| ----- | ------------------------------ | ----------- | ----- | ---------------- | --------------- |
| 1991  | Course militaire d'Altdorf     | Altdorf     | 1er   | Course militaire | 1 h 31 min 14 s |
| 1992  | Course militaire d'Altdorf     | Altdorf     | 1er   | Course militaire | 1 h 33 min 4 s  |
| 1993  | Course militaire d'Altdorf     | Altdorf     | 1er   | Course militaire | 1 h 33 min 51 s |
| 1994  | Hans Roth Waffenlauf           | Wiedlisbach | 1er   | Course militaire | 1 h 35 min 39 s |
| 1994  | Course militaire d'Altdorf     | Altdorf     | 1er   | Course militaire | 1 h 30 min 54 s |
| 1995  | Hans Roth Waffenlauf           | Wiedlisbach | 1er   | Course militaire | 1 h 33 min 32 s |
| 1995  | Course militaire d'Altdorf     | Altdorf     | 1er   | Course militaire | 1 h 30 min 30 s |
| 1995  | Frauenfelder Militärwettmarsch | Frauenfeld  | 1er   | Course militaire | 2 h 37 min 37 s |
| 1996  | Hans Roth Waffenlauf           | Wiedlisbach | 1er   | Course militaire | 1 h 35 min 50 s |
| 1996  | Course militaire d'Altdorf     | Altdorf     | 1er   | Course militaire | 1 h 34 min 34 s |
| 1996  | Marathon du Tessin             | Tenero      | 3e    | Marathon         | 2 h 18 min 52 s |
| 1999  | Grand Prix Fricktal Osterlauf  | Eiken       | 2e    | 10 miles         | 50 min 43 s     |
| 1999  | Course militaire d'Altdorf     | Altdorf     | 1er   | Course militaire | 1 h 29 min 10 s |
| 2000  | Grand Prix Fricktal Osterlauf  | Eiken       | 2e    | 10 miles         | 52 min 15 s     |
| 2000  | Course militaire d'Altdorf     | Altdorf     | 1er   | Course militaire | 1 h 0 min 48 s  |
| 2001  | Hans Roth Waffenlauf           | Wiedlisbach | 2e    | Course militaire | 1 h 36 min 8 s  |
| 2001  | Grand Prix Fricktal Osterlauf  | Eiken       | 2e    | 10 miles         | 50 min 32 s     |
| 2002  | Grand Prix Fricktal Osterlauf  | Eiken       | 2e    | 10 miles         | 51 min 47 s     |
| 2003  | Hans Roth Waffenlauf           | Wiedlisbach | 3e    | Course militaire | 1 h 36 min 8 s  |
| 2003  | Grand Prix Fricktal Osterlauf  | Eiken       | 3e    | 10 miles         | 51 min 37 s     |
| 2003  | Course militaire d'Altdorf     | Altdorf     | 3e    | Course militaire | 1 h 4 min 58 s  |
| 2004  | Grand Prix Fricktal Osterlauf  | Eiken       | 1er   | 10 miles         | 51 min 40 s     |
| 2004  | Course militaire d'Altdorf     | Altdorf     | 2e    | Course militaire | 1 h 5 min 15 s  |
| 2004  | Frauenfelder Militärwettmarsch | Frauenfeld  | 3e    | Course militaire | 2 h 46 min 46 s |

### Course en montagne
| no  | masculin           | Course                                     | Longueur | Départ          | Temps           |
| --- | ------------------ | ------------------------------------------ | -------- | --------------- | --------------- |
| 1re | Médaille d'or      | Course du glacier                          | 17,5 km  | 4 juillet 1993  | 1 h 16 min 35 s |
| 1re | Médaille d'or      | Course Inferno du Schilthorn               | 19,7 km  | 28 août 1993    | 2 h 0 min 42 s  |
| 1re | Médaille d'or      | Course Inferno du Schilthorn               | 19,7 km  | 26 août 1995    | 1 h 51 min 47 s |
| 5e  | 5e                 | Sierre-Zinal                               | 31 km    | 14 août 1994    | 2 h 40 min 42 s |
| 3e  | Médaille de bronze | Course de Schlickeralm                     | 11,2 km  | 13 août 1995    | 1 h 1 min 41 s  |
| 1re | Médaille d'or      | Course du glacier                          | 17,5 km  | 7 juillet 1996  | 1 h 17 min 18 s |
| 3e  | Médaille de bronze | Course de montagne du Danis                | 10,4 km  | 14 juillet 1996 | 42 min 31 s     |
| 2e  | Médaille d'or      | Championnats suisses de course en montagne | 9,5 km   | 1er juin 1997   | 50 min 37 s     |
| 1re | Médaille d'or      | Course du Mont Fuji                        | 21 km    | 25 juillet 1997 | 2 h 37 min 30 s |
| 3e  | Médaille de bronze | Sierre-Zinal                               | 31 km    | 10 août 1997    | 2 h 40 min 58 s |
| 1re | Médaille d'or      | Course du glacier                          | 17,5 km  | 5 juillet 1998  | 1 h 15 min 58 s |
| 3e  | Médaille de bronze | Course de montagne du Danis                | 10,4 km  | 12 juillet 1998 | 42 min 4 s      |
| 1re | Médaille d'or      | Course du glacier                          | 16,7 km  | 4 juillet 1999  | 1 h 21 min 51 s |
| 3e  | Médaille de bronze | Semi-marathon Inferno                      | 21,1 km  | 21 août 1999    | 2 h 5 min 1 s   |
| 2e  | Médaille d'argent  | Course du glacier                          | 17,5 km  | 2 juillet 2000  | 1 h 20 min 21 s |
| 1re | Médaille d'or      | Semi-marathon Inferno                      | 21,1 km  | 19 août 2000    | 2 h 4 min 54 s  |
| 6e  | 6e                 | Sierre-Zinal                               | 31 km    | 12 août 2001    | 2 h 42 min 7 s  |
| 2e  | Médaille d'argent  | Semi-marathon Inferno                      | 21,1 km  | 18 août 2001    | 2 h 4 min 36 s  |
| 1re | Médaille d'or      | Semi-marathon Inferno                      | 21,1 km  | 17 août 2002    | 2 h 5 min 46 s  |
| 2e  | Médaille d'argent  | Semi-marathon Inferno                      | 21,1 km  | 16 août 2003    | 2 h 1 min 43 s  |
| 2e  | Médaille d'argent  | Marathon de Zermatt                        | 42,2 km  | 3 juillet 2004  | 3 h 12 min 5 s  |
| 2e  | Médaille d'argent  | Semi-marathon Inferno                      | 21,1 km  | 21 août 2004    | 2 h 7 min 55 s  |
| 2e  | Médaille d'argent  | Marathon de Zermatt                        | 42,2 km  | 2 juillet 2005  | 3 h 12 min 6 s  |
| 2e  | Médaille d'argent  | Semi-marathon Inferno                      | 21,1 km  | 20 août 2005    | 2 h 6 min 28 s  |

## Palmarès en triathlon d'hiver
Le tableau présente les résultats les plus significatifs (podium) obtenus sur le circuit national et international de triathlon d'hiver depuis 2004
| Année | Compétition                                                     | Pays   | Position           | Temps          |
| ----- | --------------------------------------------------------------- | ------ | ------------------ | -------------- |
| 2004  | Championnats du monde de triathlon d'hiver en relais - Wildhaus | Suisse | Médaille de bronze | 1 h 3 min 48 s |

## Records
| Épreuve       | Performance     | Date              | Lieu     |
| ------------- | --------------- | ----------------- | -------- |
| 10 kilomètres | 30 min 33 s     | 29 août 1999      | Thoune   |
| 15 kilomètres | 49 min 26 s     | 20 mars 2004      | Chiètres |
| 10 miles      | 50 min 44 s     | 3 avril 1999      | Eiken    |
| Semi-marathon | 1 h 8 min 20 s  | 22 septembre 2001 | Uster    |
| Marathon      | 2 h 18 min 52 s | 10 novembre 1996  | Tenero   |